# كارثيك
كارثيك هو مغني وممثل هندي، ولد في 13 سبتمبر 1960 بتشيناي في الهند.

## وصلات خارجية
- كارثيك على موقع IMDb (الإنجليزية)
- كارثيك على موقع ميوزك برينز (الإنجليزية)